# TATA-bindande protein
TATA-bindande protein (TBP) är en transkriptionsfaktor som binder specifikt till en typ av DNA-sekvenser som kallas TATA-box. Denna DNA-sekvens finns vanligen 25-30 baspar uppströms från transkriptions-startsätet hos en del eukaryota genpromotorer. TBP, tillsammans med en rad TBP-associerade faktorer, utgör TFIID, en generell transkriptionsfaktor som i sin tur utgör en del av RNA-polymeras II-preinitiationskomplexet. Som en av de få proteinerna i preinitiationskomplexet som binder DNA på ett sekvensspecifikt sätt hjälper det till att positionera RNA-polymeras II över genens transkriptionsstartsäte.  Man beräknar dock att endast cirka 10–20 % av promotorer i människan har TATA-boxar. Därför är TBP troligen inte det enda proteinet som är involverat i att positionera RNA-polymeras II.
TBP hjälper till med DNA-smältning (separation av de dubbla DNA-strängarna från varandra) genom att bända DNA:t med 80° (den AT-rika sekvensen som TBP binder till underlättar "smältningen"). TBP är ett ovanligt protein på så sätt att den binder till DNA:ts "minor groove" med ett β-flak.